# La mirada de Ouka Leele
La mirada de Ouka Leele és una pel·lícula documental espanyola del 2009 dirigida per Rafael Gordon sobre la fotògrafa Ouka Leele rodat al llarg de cinc anys mentre pintava un mural a Ceutí.

## Sinopsi
Ouka Leele és una fotògrafa, pintora i dibuixat d'una personalitat magnètica que ha fusionat les tres facetes al llarg de la seva carrera amb estil únic i personal. Rafael Gordon investiga amb tots els recursos cinematogràfics en el seu procés de treball i mostra com treballa i sent la fotògrafa, Premi Nacional de Fotografia el 2005 i emblema de la movida madrileña. Dura 216 minuts i conté documents inèdits de quan era una nena i fotografies d'Ouka Leele amb la Fura dels Baus, Carlos Sánchez Pérez "Ceesepe", "El Hortelano" José Alfonso Morera, Sybilla o Radio Futura.

## Nominacions i premis
- Medalla del CEC al millor documental el 2009.[4]
- Nominada al Goya al millor documental (2010)[5]